# Finanzpolitik
Finanzpolitik sind alle Maßnahmen, die Einnahmen und Ausgaben der öffentlichen Haushalte betreffen, also die Haushalte von Bund, Ländern und Kommunen. Die Finanzpolitik ist neben der Geldpolitik ein zentrales Element der Wirtschaftspolitik.

## Ziele
Zu den Zielen der Finanzpolitik können zählen:
- Finanzierung: die Generierung von Einnahmen zur Finanzierung öffentlicher Ausgaben
- Wachstum: das wirtschaftliche Wachstum nachhaltig zu fördern
- Stabilisierung: Beeinflussung der Konjunktur z. B. durch antizyklische Fiskalpolitik
- Distribution: Umverteilung von Geld zur Milderung der Ungleichheit der Einkommensverteilung z. B. durch eine progressive Einkommensteuer
- Lenkungsfunktion: durch Steuern (zum Beispiel Tabaksteuer) und Abgaben oder Steuererlass oder -erleichterungen (zum Beispiel Kinderfreibeträge) gesundheits- oder umweltbewusstes Verhalten oder die Kinderbetreuung zu fördern.

Zu einer Bindung der Finanzpolitik auf einen konjunkturneutralen Haushalt sollen konstitutionelle Schuldenbremsen führen. Eine von strengen Sparzwängen diktierte Finanzpolitik wird als Austeritätspolitik bezeichnet.

## Träger
Der Beschluss über den Haushaltsplan ist die entscheidende Ausübung des Budgetrechts. Da mit ihm die Schwerpunkte der Politik wesentlich mitbestimmt werden, liegt die Wahrnehmung des Budgetrechts nicht bei den Regierungen oder Behördenleitungen, sondern den Parlamenten und Vertretungen (zum Beispiel dem Gemeinderat). Grundsätzlich werden Ministerien und Verwaltungen erst mit einem wirksamen Haushaltsbeschluss ermächtigt, über Haushaltsansätze zu verfügen. Ist ein Jahr bereits angebrochen und ein Haushalt noch nicht verabschiedet oder bei Kommunen auch genehmigt, befindet sich die Körperschaft in der vorläufigen Haushaltsführung, während der nur Ausgaben zulässig sind, für die eine rechtliche Verpflichtung besteht oder um Schaden von der Körperschaft abzuwenden.
Die administrative Finanzpolitik des Staates ist meistens in einem eigenen Ministerium angesiedelt. In Deutschland gibt es auf Bundesebene das Bundesministerium der Finanzen, daneben haben die Bundesländer eigene Finanzministerien und die Kommunen Kämmerer.
In der Schweiz werden die Grundzüge der Finanzpolitik in der Verfassung geregelt. Gem. Artikel 126 ("Haushaltsführung") dürfen auf Dauer, also über mehrere Haushaltsjahre hinweg, keine Fehlbeträge resultieren (Defizitbremse), und auch eine Schuldenbremse ist vorgegeben.